# Flandern-Rundfahrt 1968
Die Flandern-Rundfahrt 1968 war die 52. Austragung der Flandern-Rundfahrt, ein belgisches Eintagesrennen im Straßenradsport. Es wurde am 30. März 1968 über eine Distanz von 249 km ausgetragen. Sieger wurde Walter Godefroot aus Belgien.

## Rennen
175 Radrennfahrer stellten sich dem Starter in Gent, Zielort war Merelbeke. Die Flandern-Rundfahrt gehörte zur Rennserie Super Prestige Pernod 1968. Nach 60 Kilometern initiierte Felice Gimondi einen Ausreißversuch mit fünf weiteren Fahren. Am Kwaremont löste sich Gimondi von seinen Begleitern und hatte nach 160 Kilometern mehr als zwei Minuten Vorsprung. An der Mauer von Geraardsbergen übernahm Eddy Merckx die Initiative und führte eine große Gruppe an Gimondi heran. 300 Meter vor dem Ziel zog Merckx den Sprint für seinen Teamkollegen Guido Reybrouck an. Godefroot zog im Finale noch an Reybrock vorbei. Letzterer wurde nach dem Rennen wegen einer positiven Dopingprobe disqualifiziert. 81 Fahrer erreichten das Ziel.

## Ergebnis
| Platz | Fahrer                   | Team                     | Zeit              |
| ----- | ------------------------ | ------------------------ | ----------------- |
| 1.    | Walter Godefroot         | Flandria                 | 5: 52: 00 Stunden |
| 2.    | Rudi Altig               | Salvarani                | gl. Zeit          |
| 3.    | Jan Janssen              | Pelforth–Sauvage–Lejeune | gl. Zeit          |
| 4.    | Daniel Van Ryckeghem     | Mann–Grundig–Libertas    | gl. Zeit          |
| 5.    | Roger Rosiers            | Mann–Grundig–Libertas    | gl. Zeit          |
| 6.    | Jo de Roo                | Willem II–Gazelle        | gl. Zeit          |
| 7.    | Bernard Van De Kerckhove | Pelforth–Sauvage–Lejeune | gl. Zeit          |
| 8.    | Eddy Merckx              | Faema                    | gl. Zeit          |
| 9.    | Ludo Vandromme           | Flandria                 | gl. Zeit          |
| 10.   | Rik Van Looy             | Willem II–Gazelle        | gl. Zeit          |